# Распутная императрица
«Распутная императрица» («императрица-блудница, сидящая на звере багряном») (англ. The Scarlet Empress) — фильм, снятый в 1934 году режиссёром Джозефом фон Штернбергом для компании Paramount Pictures по мотивам дневников Екатерины II.
Фильм в основном соответствует историческим событиям, но костюмы и декорации, изображающие «дикую» Российскую империю и императорский дворец, а также и поведение некоторых персонажей в нём весьма гротескны и неправдоподобны и весьма напоминают фильм Фрица Ланга «Нибелунги», где также гротескно показана «дикая и ужасная» империя Аттилы.

## Название
Метафорическое название фильма «The Scarlet Empress» образовано от широко употребляемого на западе библейского термина «scarlet woman» («великая блудница; женщина, сидящая на звере багряном»), что по сути соответствует русскоязычным понятиям «гулящая», «шлюxа». Таким образом, в русском языке наиболее правильным и отражающим заложенный режиссёром смысл является словосочетание «распутная императрица» («шальная императрица», «блудная императрица», «императрица-шлюxа»).

## Сюжет
Джозеф фон Штернберг — потрясающий режиссер. В «Распутной императрице» наряду с роскошью царского двора есть примитивная стихия, пронизывающая все; эти извращенные скульптуры. Чего стоит одна идея скелета, обнимающего котел на столе Екатерины Великой! Благодаря этим деталям ты чувствуешь дух России той эпохи. Таким он и был.
1735 год. Софии Фредерике — дочери прусского принца и честолюбивой прусской матери почти исполнилось семь лет. Мать обещает дочери великое будущее.
1744 год. София Фредерика привезена в Россию посланником графом Алексеем в качестве невесты её троюродного брата — грубого и слабоумного российского престолонаследника из Пруссии — «Петра». Её тоже переименовывают «по-православному» — в «Екатерину Алексеевну».
1745 год. Пётр слабоумен, но его насильно венчают с Екатериной. Вместо любви между новобрачными только ненависть. Однажды Екатерина пытается найти утешение в объятиях графа Алексея, который раньше уже признавался ей в любви, но тот уже является любовником пожилой императрицы Елизаветы. Тогда Екатерина ищет и постепенно находит себе других любовников в армии.
1754 год. У Екатерины рождается первый ребёнок — сын Павел, и её положение при дворе становится более устойчивым. Но ребёнок явно не от мужа и поэтому Пётр ненавидит её ещё больше.
1762 год. После смерти Елизаветы Екатерина является женой занявшего трон императора Петра III, но её положение снова становится неустойчивым: муж со своей любовницей Лизой Воронцовой могут в любое время от неё избавиться. Когда влияние Екатерины в армии начинает превосходить влияние мужа, её расположение пытается вернуть граф Алексей, но уже поздно. Торжествуя над своими врагами, Екатерина со множеством своих армейских любовников и по благословению церкви совершает дворцовый переворот, а её любовник капитан Григорий Орлов убивает Петра III. Екатерина II сама восходит на престол империи, въезжая на него верхом на коне.

## В ролях
- Мария Рива — София (Екатерина II в детстве)
- Марлен Дитрих — принцесса София-Фредерика, Екатерина Алексеевна, Екатерина II
- Обри Смит — принц Кристиан Август
- Олив Телл — принцесса Иоганна Елизавета
- Джон Лодж — граф Алексей (Разумовский)
- Луиза Дрессер — императрица Елизавета Петровна
- Ганс Генрих фон Твардовский — фаворит-«красавчик» Иван Шувалов
- Сэм Джаффе — князь «Пётр», Пётр III
- Рутхельма Стивенс — фрейлина-фаворитка Лиза Воронцова
- Дэвисон Кларк — архимандрит Симеон Тодорский
- Эрвиль Олдерсон — канцлер Алексей Бестужев
- Филип Слиман — доктор граф Лесток
- Мэри Уэллс — фрейлина Мария Чоглокова (Гендрикова)
- Гэвин Гордон — капитан Григорий Орлов
- Джеральд Филдинг — лейтенант Дмитрий

## Художественные особенности
Реквизит и декорации фильма далеки от исторической реальности. Тем не менее в нарисованной Штернбергом картине царской России имеется художественное своеобразие, идущее от немецкого экспрессионизма. Критик Робин Вуд отмечал визуальные искажения и гротескные преувеличения (например, гигантские двери, которые было бы под силу открыть только полудюжине служанок). Мерцание бесчисленных свечей не в состоянии рассеять зловещие тени.

## Комментарии
1. ↑  «The Scarlet Empress» буквально также можно перевести как «Багряная императрица», «Алая императрица» или «Красная императрица», но буквальный перевод является ошибкой, так как указанный цвет относится не к самой императрице, а к тому «зверю», на котором она «восседает», при этом наиболее ошибочным является перевод названия как «Кровавая императрица», так как самой Екатериной в этом фильме не было пролито ни капли крови.
2. ↑  Под «зверем багряным» в Библии в прямом смысле понимается эрегированный (то есть наполненный кровью) мужской половой орган, от которого сидящая на нём «великая блудница» непрерывно получает удовольствие-оргазм, и одновременно метафорически в социальном смысле подразумеваются силовые структуры государств, постоянно проливающие кровь по желанию властных элит, от чего простой народ страдает, а власть и элиты, «сидящие» на силовых структурах, получают различные «удовольствия». «Багряница» — одежда багряного цвета также всегда была символом имперской власти (С. А. Кузнецов, Большой толковый словарь русского языка. — 1-е изд-е: СПб.: Норинт. 1998 год.;Т. Ф. Ефремова, Толковый словарь Ефремовой. 2000 год.)